# Targa (Marrakech)
Targa (arabe :  تارگة, berbère : ⵜⴰⵔⴳⴰ) est un secteur de Marrakech constitué de plusieurs petits quartiers et lotissements. Il est situé dans l'arrondissement Menara situé à l'ouest de l'agglomération et se déploie le long de la route de la Targa, un axe qui débute au niveau de la place Bir Anzarane, dans le quartier de Guéliz, et se prolonge jusqu'aux limites de l'agglomération, avant de prendre le nom de route de Souihla. Targa est principalement constitué de quartiers aisés.

## Origine du nom
Targa est un toponyme berbère très répandu au Maroc. Il est l'équivalent du terme arabe saguia, qui signifie canal d'irrigation. Avant son urbanisation, le secteur de Targa était occupé par des parcelles agricoles irriguées par la saguia Targa, reliant l'oued Nfis à l'oued Tensift.

## Histoire
En 1920 est inaugurée la voie ferrée reliant Marrakech à Casablanca. Dans le prolongement de l'avenue de Guéliz, renommée en 1925 avenue Mangin, est créée une piste desservant le camp militaire Mangin situé au pied du Jbel Guéliz. Au-delà du croisement entre cette piste et la voie ferrée est créé en 1923 le lotissement agricole de la Targa, constitué de petites exploitations vivrières de 3 à 10 hectares au plus près de la voie ferrée, et de vastes exploitations de plusieurs dizaines d'hectares plus loin. Dans les années 1930, la route est asphaltées et un passage à niveau est aménagé. Une école fonctionne de 1949 à 1953. En 1954, l'école agricole de Souihla est inaugurée à l'extrémité occidentale de l'axe. À l'indépendance, plusieurs propriétés agricoles sont vendues au départ des colons mais avec l'ouverture du Lycée Victor-Hugo, Targa redevient attractif pour les familles françaises et les notables de Marrakech.
Dans les années 1980, 1990 et 2000 sont aménagés plusieurs centres d'estivage : le COS ONE, le COS CNSS, le COS Kahrama, et, plus loin, le COS ONCF et Bank al-Maghrib. En 2014 est inauguré un hypermarché Carrefour non loin d Centre d'impôts.

## Principaux quartiers et lotissements
- Hay Sofia
- Jawhar I et II
- Lalla Hiya
- El Masmoudi
- Zohour
- Inara
- Ourida I et II
- Douar Sidi Dou

☆ Targa Garden

## Transports
- En 2019, le quartier était desservi par les lignes de bus suivantes[1] :
  - L3 (Arset El Bilk - Abwab Marrakech), desservant Douar Sidi M'bark, Hay Sofia, la route de la Targa et Doha 44 (Abwab)
  - L16 (Arset El Bilk - El Azzouzia), desservant Jawhar, Lalla Hiya, Masmoudi, Douar Sidi Dou, Warda et Goundafa (route d'El Azzouzia)
  - L23 (Bab Doukkala - Souihla), desservant la route de la Targa et de Souihla
- Le quartier est également accessible depuis l'autoroute A3 (Casablanca - Agadir) depuis la  3232 (Marrakech-Targa)